# Sposalizio della Vergine (Perugino)
Lo Sposalizio della Vergine è un dipinto a olio su tavola (234x186 cm) del Perugino, databile al 1501-1504 e conservato nel Musée des Beaux-Arts di Caen, in Francia.

## Storia
L'opera venne originariamente dipinta per la Cappella del Santo Anello nel Duomo di Perugia, dove era conservata la reliquia dell'anello nuziale della Vergine. La cappella, completata nel 1489, venne ridecorata dopo che la reliquia venne recuperata nel 1473, dopo essere stata trafugata da
frate Winterio ad una chiesa di Chiusi e portata a Perugia.
La grande pala d'altare, dopo essere stata inizialmente commissionata al Pinturicchio, venne poi affidata al Perugino, che vi lavorò dal 1501 al 1504. Con le soppressioni napoleoniche, nel 1797, il dipinto fu confiscato durante le spoliazioni napoleoniche. È nelle collezioni del cardinale Joseph Fesch,  poi acquistate, nel 1845, in parte da un libraio di Caen in Normandia, Bernard Mancel, il quale nel 1872 le donò al Museo di Belle Arti di Caen, allora diretto dal pittore Alfred Guillard. Il dipinto venne trafugato e se ne riuscì a individuare la collocazione solo nel 1840. Perugia fin da subito ne chiese la restituzione, inoltre il congresso di Vienna sancì che i trattati di pace, nei quali vennero inserite le opere portate in Francia erano nulli. Il dipinto è rimasto in Francia senza legittimità fino all'epoca contemporanea in quanto ogni tentativo del comune di Perugia di riavere l'opera è stato vano.

## Descrizione e stile
La composizione del dipinto richiama la Consegna delle chiavi che Perugino aveva affrescato circa vent'anni prima nella Cappella Sistina: ricorre infatti nello sfondo il grande edificio ottagonale a pianta centrale (simbolo del Tempio di Gerusalemme), alla fine di un pavimento a riquadri prospettici, che amplifica la scena in primo piano secondo un ideale di razionalità geometrica che è diventato tra gli emblemi del Rinascimento italiano, soprattutto dopo che venne ripreso anche da Raffaello in un celeberrimo Sposalizio nella Pinacoteca di Brera (1504).
L'edificio si trova alla sommità di una gradinata, ed ha quattro protiri rinascimentali con archi a tutto sesto e cupolette in corrispondenza dei quattro lati principali, dove si aprono verosimilmente quattro portali con timpano triangolare identici. Il motivo dell'arcata, cieca, si trova anche nei lati minori. Oltre la cornice marcapiano, il secondo piano presenta un'intelaiatura decorativa con lesene, marcadavanzale e cornicione, in cui si aprono finestre rettangolari con timpano ad arco. Il coronamento, con camminamento balaustrato, è una cupola con tegole di laterizio, tagliata dal bordo superiore del dipinto che la fa apparire ancora più imponente di quello che in realtà possa essere. Si tratta di un edificio che richiama l'ideale classico del Rinascimento, come lo immaginavano gli intellettuali dell'epoca basandosi sui trattati di Leon Battista Alberti: in realtà l'architettura dell'antica Roma non ha mai prodotto edifici con tali elementi.
Come nella maggior parte delle opere peruginesche, la composizione è impostata a criteri di simmetria, movimentati dal variare ritmico delle pose. Attorno al perno centrale del sacerdote, che sta perfettamente sull'asse dell'edificio centrale e, soprattutto della sua maestosa porta aperta sullo sfondo, sono disposti san Giuseppe, a sinistra vestito di giallo, con dietro il corteo maschile, e la Vergine Maria, a destra, seguita dalle donne. Secondo le storie di Maria infatti lei, appena uscita dal periodo monacale nel Tempio di Gerusalemme, in cui aveva trascorso tutta l'adolescenza, venne destinata alle nozze ma solo con colui che portando un ramoscello (o mazza) fosse stato prescelto da un segno divino. Il ramoscello di Giuseppe fiorì, mentre quelle degli altri giovani no, infatti nell'iconografia dell'episodio si vede sempre almeno uno di loro che spezza il proprio ramoscello con una gamba o il ginocchio. L'evidente vecchiaia di Giuseppe era anche un elemento che metteva in risalto l'impossibilità di consumazione del matrimonio, sottintendendo così il dogma della verginità di Maria.
I panneggi ricadono pesanti e luminosi come macchie di colore, con quell'effetto "bagnato" che Perugino aveva appreso durante la sua formazione fiorentina nella bottega del Verrocchio.
Il paesaggio sullo sfondo mostra dolci colline, punteggiate da esili alberelli, che sfumano in lontananza verso l'orizzonte, dando l'impressione di uno spazio infinitamente vasto e profondo.